# Ten paciencia
Ten Paciencia este primul single extras de pe albumul Lunada al artistei mexicane Thalía.